# Saranap, California
Saranap, California (енгл. Saranap) насељено је место без административног статуса у америчкој савезној држави Калифорнија.

## Демографија
По попису из 2010. године број становника је 5.202.
| Група             | 2000.    | 2010.         |
| Белци             | 0 (0,0%) | 3.991 (76,7%) |
| Афроамериканци    | 0 (0,0%) | 70 (1,3%)     |
| Азијати           | 0 (0,0%) | 451 (8,7%)    |
| Хиспаноамериканци | 0 (0,0%) | 437 (8,4%)    |
| Укупно            | 0        | 5.202         |